# Lavaderos de la Acequia del Rebollet en Potries
Los lavaderos de la acequia del Rebollet a su paso por Potries, con agua proveniente del partidor de la Casa Fosca, son un conjunto de diversos lavaderos, unos de acceso directo para todos los vecinos desde la calle, y otros que uso y acceso particular, por encontrarse dentro de edificios de propiedad privada, que pueden encontrase en la localidad de Potries, en la comarca de la Safor.

## Contexto
Los lavaderos públicos se propagaron en la segunda mitad del siglo XIX,  ya que en ese  momento crece en que la población la preocuparse por la higiene y surge la necesidad de recintos apropiados para poder hacer la colada. En el caso de Potries, encontramos un número considerable de lavaderos privados en las casas situadas junto a la acequia del Rebollet, a su paso por el pueblo.
Hasta la década de los años 60 del siglo XX, había en Potries cuatro lavaderos públicos. Todos ellos aprovechaban el curso del agua conducida por la acequia del Rebollet y las losas de piedra, para lavar la ropa o fregar los platos, se situaban inclinadas hacia el interior, coronando uno de los muros de la acequia. Tanto este lavadero, como el situado junto al edificio de la iglesia, disponían de una estructura cubierta y un nivel más bajo que la cota del muro de la acequia, para evitar que las mujeres se arrodillaran y de este modo pudieran lavar de pie.

## Proceso de lavado
El proceso de lavado constaba de 4 fases:
1.     el remojado, en esta primera fase se mezclaba agua hervida con mucha ceniza y se obtenía un líquido que llamaban “lejía”. Este líquido se utilizaba para conseguir blanquear la ropa al dejarla en remojo en ella, además se conseguía que la ropa tuviera un agradable y característico olor a limpio. El remojo podía durar mucho tiempo, a veces, incluso toda una noche. También se utilizaba el jabón casero fabricado con cenizas, grasas de animales o aceites vegetales;
2.     el hervido,
3.     el aclarado una vez remojada y hervida, la ropa se aclaraba utilizando el agua que corría por las acequias;
4.     el secado, extendiéndola ropa; generalmente el secado era la fase más laboriosa, sobre todo las sábanas de hilo o las camisas de dormir.

## Los lavaderos de Potries
Según las diversas referencias el “lavadero municipal” resulta ser uno u otro diferente, siendo los dos que actualmente están restaurados y tienen acceso exterior los que tienen más referencias como lavadero de esta característica municipal. Se trataría, por un lado del lavadero que se encuentra en la calle Corts Valencianes 7, en las coordenadas latitud 38.9147633, longitud -0.1977509 (N 38° 54' 53.148''  O 0° 11' 51.903'')
Y por otra parte el que se encuentra en la calle Boamit, a espaldas de la Iglesia de los Santos Juanes, en la calle Proyecto N 4, en el cruce con la calle Llavadors; con las coordenadas, latitud 38.9154805 y longitud -0.1949742 (N 38° 54' 55.73'' O 0° 11' 41.907'')
Aunque actualmente solo estos dos lavaderos exteriores están puestos en valor, existen otros que, como hemos indicado anteriormente son de difícil visita por estar dentro de viviendas, unos en los patios de éstas, y otros incluso formando arte de la estructura de las mismas, ya que la acequia del Rebollet atraviesa la población de Potríes, siguiendo un trazado prácticamente coincidente con la calle Boamit.

### Lavadero de la esquina de las calles Corts Valencianes y dels Llavadors

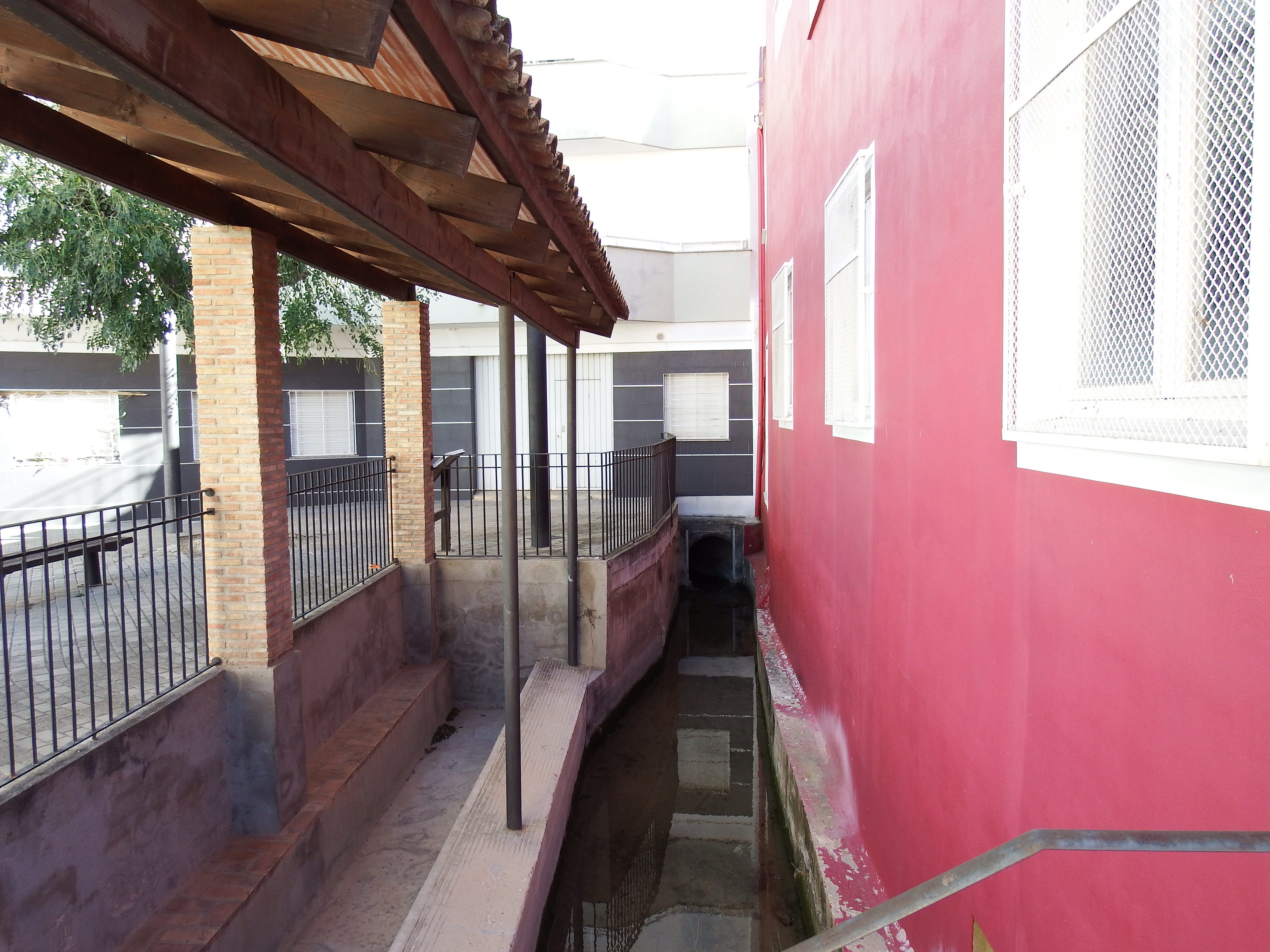
Lavadero calle Corts Valencianes esquina con calle dels Llavadors

Este lavadero municipal de Potries se ubica en el sector noroccidental del núcleo poblacional, muy cerca de la calle Boamit. Es un edificio que recibe el agua de la acequia del rebollet a su entrada en la población. Presenta planta rectangular, larga y estrecha. Para llegar a la losa de lavado hay que descender tres escalones. La zona donde se colocan las lavanderas está cubierta por un tejado de uralita a una sola agua. La pila de agua y la acequia están al descubierto. Presenta en la parte izquierda un banco que recorre todo el espacio que abarca el lavadero. Este es el lavadero considerado el municipal de la Potries para la conferencia Hidrográfica del Júcar en su ficha 52, del tomo XII del Catálogo del Patrimonio Hidráulico de la Safor. Fichado de los elementos del agua en la comarca.
Este lavadero forma parte de la Ruta del agua que promociona el Ayuntamiento de Potries para dar a conocer la riqueza hidráulica del término, en la que destacan las infraestructuras hidráulicas de diversos tipos, desde partidores, azudes, niveladores de acequias, acequias, molinos a lavaderos, pozos, etc.

### Lavadero de la iglesia
La Generalitat Valenciana ha catalogado el lavadero que se sitúa cerca de la iglesia de la población como Bien de Inmueble de Etnología, y en su ficha habla prácticamente de este lavadero en exclusividad. Pese a ello, en la citada ficha también pueden verse fotos de otros lavaderos, tanto el anteriormente mencionado como de los que se encuentran dentro de viviendas de la población.

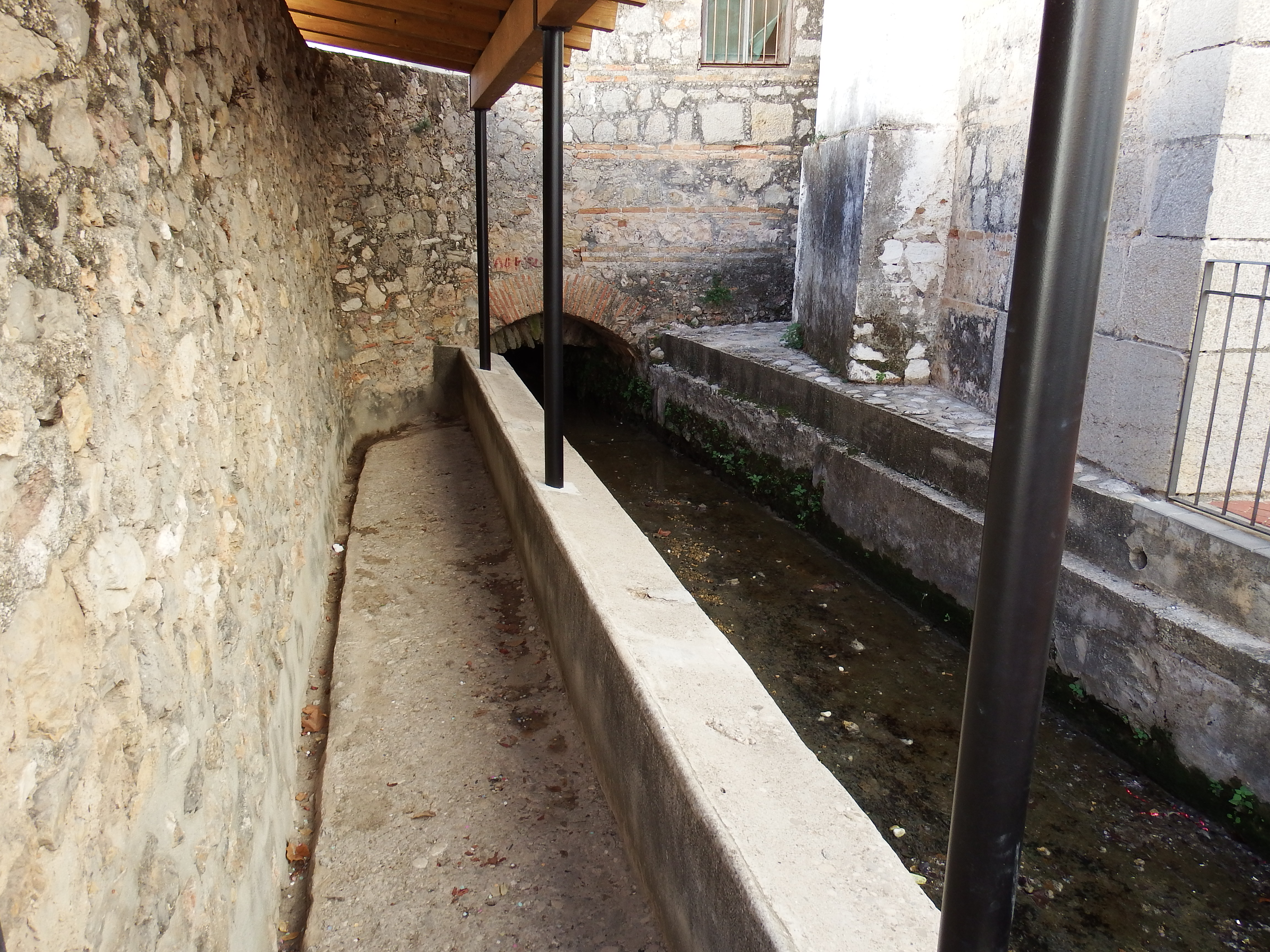
Lavadero junto a la iglesia, conocido como Portal de la almazara

Según la ficha del catálogo de la Generalidad Valenciana, este lavadero está en la calle Boamit, junto a un solar y a la iglesia de los Santos Juanes de Potries.
Se trata de un lavadero del siglo XX, que fue prácticamente destruido en los años 60 de ese mismo siglo.
En el Plan de Ordenación de La Safor de 1979, el solar donde estaban los restos del lavadero, se le califica como espacio protegido. En este sola además de la acequia se observa la salida de la fila de la Campina.
El lavadero de la iglesia estuvo cubierto hasta hace unos años con una estructura de hormigón, seguramente por razones de salubridad. Esta cubierta se ha eliminado para poder visualizar de nuevo este viejo lavadero urbano y oír el rumor del agua. De este modo, actualmente el lavadero está visible y se puede utilizar como ejemplo de una época y una forma de vida muy típica en la comarca de la Safor.
El lavadero aprovecha el agua de la acequia del Rebollet, siendo uno de los lavaderos públicos donde acudían los vecinos para lavar la ropa o fregar la vajilla. Como el de la carretera, dispone de un banco inclinado para lavar, aprovechando uno de los muros del cajero, así como el nivel inferior para poder lavar la ropa sin arrodillarse, pero este ha perdido la cubierta metálica sobre la viga de madera y las columnas de hierro que lo caracterizaba.